# Ачаландабасо, Антон
Антон Ачаландабасо Сабала (исп. Antón Achalandabaso Zabala; более известный как Антон, родился 4 апреля 1898 года в городе Эрандио, Испания) — испанский футболист и тренер, играл на позиции защитник

## Биография
19 февраля 1921 года он провёл свой первый матч за клуб «Атлетик». В 1926 году он выступал за «Расинг» из Сантандера. В 1936 году состоялся его последний матч.
Тренерский дебют он сделал в 1931 году, возглавив футбольный клуб «Реал Вальядолид». Его последним годом в качестве тренера стал 1936 год, когда он работал с клубом «Эрандио».
1 октября 1939 года он скончался в возрасте 41 года.